# Кільянкі
Кільянкі (пол. Kilianki) — село в Польщі, у гміні Ковале-Олецьке Олецького повіту Вармінсько-Мазурського воєводства.